# Una mujer sin filtro
Una mujer sin filtro es una película mexicana de 2018 dirigida por Luis Eduardo Reyes y protagonizada por Fernanda Castillo. Es una adaptación de Sin filtro, cinta chilena de Nicolás López. La película se estrenó el 12 de enero de 2018 en México.

## Sinopsis
Paz (Fernanda Castillo) es una mujer que, por amabilidad, ha permitido que todos a su alrededor la traten como si no valiera nada, callando lo que piensa para no herir los sentimientos de los demás; esto incluye a su jefe, sus compañeros de trabajo, sus amigos, vecinos y conocidos; hasta su relación con su esposo y su hijastro, quienes no la respetan dentro del hogar.
Pronto Paz busca ayuda por parte de un chamán para cambiar su personalidad, pero esto sólo provoca una serie de acciones contradictorias que hacen que Paz manifieste lo que piensa y siente. Este comportamiento podría ser positivo en un inicio con las personas que fueron malas con ella, pero luego comienza a afectar la vida de sus seres queridos.

## Reparto
- Fernanda Castillo como Paz López.
- Carmen Aub como Emilia Perreiro.
- Eugenio Bartilotti como Psiquiatra.
- Sofia Niño de Rivera como Dominika.
- Mara Escalante como Carolina López.
- Nicolás López como Amigo extraño.
- Ariel Levy como Amadeo
- Flavio Medina como Gabriel de Ortega
- Alejandro Calva como Leonardo
- Mariano Palacios como Marcos
- Memo Villegas